# Molongum zschokkeiforme
Molongum zschokkeiforme är en oleanderväxtart som först beskrevs av Markgr., och fick sitt nu gällande namn av Marcel Pichon. Molongum zschokkeiforme ingår i släktet Molongum och familjen oleanderväxter. Inga underarter finns listade i Catalogue of Life.